# Mandisa Willams
 Mandisa Willams  est une joueuse sud-africaine de rugby à XV, née le 8 novembre 1984, de 1,69 m pour 84 kg, occupant le poste de troisième ligne centre (n° 8).

## Palmarès
- sélections en Équipe d'Afrique du Sud de rugby à XV féminin
- participations à la Coupe du monde de rugby féminine 2006: 5 matchs, 4 titularisations, 1 essai et une 12e place finale.